# بنچاق فارسی-ترکی به‌سال ۶۶۰ هجری

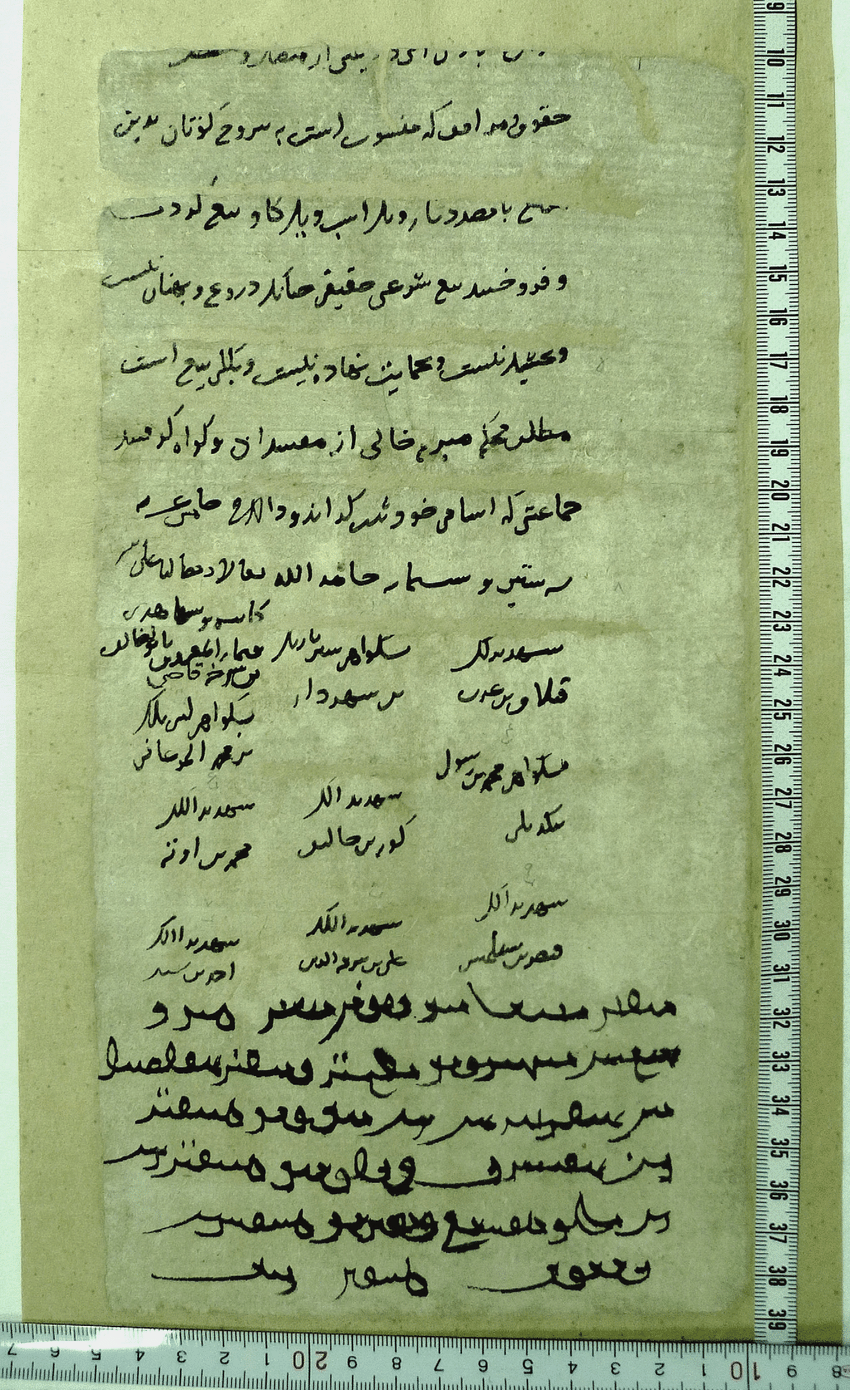
تصویری از اصل سند، محفوظ در موزهٔ ملی ایران

ازجمله کهن‌ترین شواهد مکتوب شناخته‌شده از کاربرد زبان‌های ترکی در ایران، یک بنچاق فارسی-ترکی به‌تاریخ سال ۶۶۰ ه‍.ق و مقارن با ابتدای حکومت ایلخانان بر ایران است. در این بنچاق، شخصی با نام ترکی-مغولی «ییروخ کوتان (یا کؤگَن ایریق)»، یک روستا را درعوض مبلغی مشخص، به شخصی دیگر با نام ترکی-مغولی «قوتوقو»، و در حضور جمعاً ۱۴ شاهد واگذار می‌کند. این بنچاق که در اصل جزوی از بایگانی‌های آرامگاه شیخ صفی‌الدین اردبیلی بود، امروزه با شمارهٔ S. 25585 در مجموعهٔ موزهٔ ملی ایران از آن نگهداری می‌شود.
بخش اصلی سند به زبان فارسی و خط نسخ تهیه‌شده و بخش ترکی که مشتمل بر ۶ سطر به خط اویغوری است توضیح کوتاهی پیرامون بخش فارسی، به‌همراه نام ۴ شاهد است که نامشان در بخش فارسی ذکرنشده است. مشخص نیست که کاتب هر دو بخش سند یکی بوده یا برای هر زبان کاتبی جداگانه دست به‌نگارش‌زده، اما از خط زمخت هر دو بخش مشخص است که کاتب یا کاتبان دخیل، چندان حرفه‌ای نبوده‌اند. به‌مانند سایر اسناد ترکی روزگار ایلخانان، بخش ترکی در این سند نیز به‌شکلی از «ترکی شرقی (قارلُقی)» نوشته‌شده است. تنها نمونهٔ کهن‌تر از این نوع در ایران، یک سند فارسی، به‌سال صدور ۶۰۳ ه‍.ق است، که در آن یک یادداشت کوتاه ترکی به خط اویغوری و به‌شرح زیر است، که از مجموعه اسناد اردبیل به‌حساب می‌آید:
män bäglik tanuq biḍidimمن بَگلیک، گواه (باشم)، نوشتم (این را).
به‌نوشتهٔ ایشتوان واشاری، ترک‌شناس مجارستانی، با وجود اینکه در ایران ترکی اوغوزی از دورهٔ سلجوقی شناخته‌شده بود و گویشورانی داشت، اما تا سدهٔ هشتم ه‍.ق تبدیل به زبان نوشتاری نشد؛ در مقابل، در همان دورهٔ سلجوقیان، ترکی قارلقی با پشتیبانی قراخانیان تبدیل به زبانی نوشتاری مبتنی بر خط اویغوری شد. این نوع از ترکی را در ایران ایلخانی، منشیان اویغور درخدمت مغولان به‌کار می‌بردند.

## بخش فارسی
- ابتدای بخش فارسی در نسخهٔ خطی از بین‌رفته و تنها متن انتهای آن به‌جامانده که با به‌روزآوری رسم‌الخط چنین می‌شود:[۱]

حقوق و مرافق که منسوب است به ییروخ کوتان، بدین مبلغ پانصد دینار و یک اسب و یک گاو بیع کردند و فروختند. بیع شرعی حقیقی، چنان‌که دروغ و بهتان نیست؛ و بخشید نیست و به‌حمایت نهاده نیست و به‌کلی بیع است. مطلق، محکم، مبرم از مفسدان، و گواه گرفتند جماعتی که اسامی خود ثبت گذارند و ذالک فی خامس عشر… سنة ستین و ستمائة حامدا الله تعالی و مصلیا علی نبیه. کاتبه و شاهده له قیماء المعروف به ابوالغالب بن سرخه قاضی. شهد بذالک قیلاق بن عدن. به‌گواهی شیرتازیک بن شهردار. به‌گواهی ایش‌بیلیگ بن محمد الموغانی. به‌گواهی محمد بن رسول بیگدیلی. شهد بذالک کور بن حالف. شهد بذالک محمد بن اوته. شهد بذالک قیصر بن سَتلْمیش. شهد بذالک علی بن شرف‌الدین. شهد بذالک احمد بن سید.

## بخش ترکی
- همهٔ گواهان این بخش نام‌های ترکی-مغولی دارند و دو تن از آن‌ها دارای منصب بیتکَچی (منشی‌گری) هستند و شاید در نگارش متن حاضر دخیل بوده‌اند:[۱]

T1. adïn-nïng ʾär kögän ïrïq-tq-ï
T2. salaq asamgar adlɣ käntni quḍuqu
T3. -qa satmïš-qa män nägbäy tanuq
T4. män soraɣ-a biḍkäči tanuq män
T5. män aḍay toɣrïl biḍkäči tanuqmän
T6. kirük tanuq mänو اما اینکه کؤگن ایریق پسر آدین، روستایی به نام سالاق آسامگار را که متعلق به او بود به قوتوقو فروخت. من، نَگبَی، گواه (باشم). من، سُراغای بیتکچی، گواهم. من، آتای تغریل (طغرل) بیتکچی، گواهم. کیروک، گواهم.